# Isosicyonis alba
Isosicyonis alba is een zeeanemonensoort uit de familie Actiniidae.
Isosicyonis alba is voor het eerst wetenschappelijk beschreven door Studer in 1879.